# Eutomopepla uniformis
Eutomopepla uniformis är en fjärilsart som beskrevs av W. Warren 1907. Eutomopepla uniformis ingår i släktet Eutomopepla och familjen mätare. Inga underarter finns listade i Catalogue of Life.